# Orest Subteljnij
Orest Subteljnij (eng. Orest Subtelny); (Krakov, Poljska, 17. svibnja 1941.); je kanadsko-ukrajinski povjesničar, profesor, znanstvenik i suradnik nekoliko međunarodno priznatih sveučilišta i znanstvenih institucija. Diplomirao je Sveučilištu Harvard 1973. godine. Danas je aktivan predavač na kanadskom Sveučilištu York u Torontu. Za Ukrajince je Subteljnij posebno značajan radi opširnog istraživačkog rada i publikacije «Povijest Ukrajine» (eng. Ukraine: A History) tiskane 1988. godine.

## Autorova literatura
Literatura napisana na engleskom jeziku:
- The Mazepists: Ukrainian Separatism in the Early Eighteenth Century (1981.).
- The Domination of Eastern Europe, Foreign Absolutism and Native Nobilities (1986.).
- Ukraine: A History (1988.).
- Ukrainians in North America (1991.).
- "Cossacks", in The World Book Encyclopedia (1997.).
- "Ukraine", in Encarta Encyclopedia (1997.).
- "Ukraine: The Imperial Heritage", Briefing Papers of the Canadian Bureau of International Studies (1996.).

## Vanjske poveznice
- Sveučilište York, stranica Oresta Subtiljnog
- Akademski priručnik, Orest Subteljnij